# Am Stöckener Bach
Am Stöckener Bach bezeichnet die Lage an dem Fließgewässer Stöckener Bach in Hannover und ist in dem ehemaligen Dorf und heutigen hannoverschen Stadtteil Stöcken der Name einer historischen Dorfstraße Stöckens. Sie war früher ein Teil der Mecklenheidestraße, bevor sie von der Stöckener Straße nur noch bis zur Gemeindeholzstraße führte und 1974 ihren heutigen amtlichen Namen erhielt.
Zu den Besonderheiten vor Ort zählt

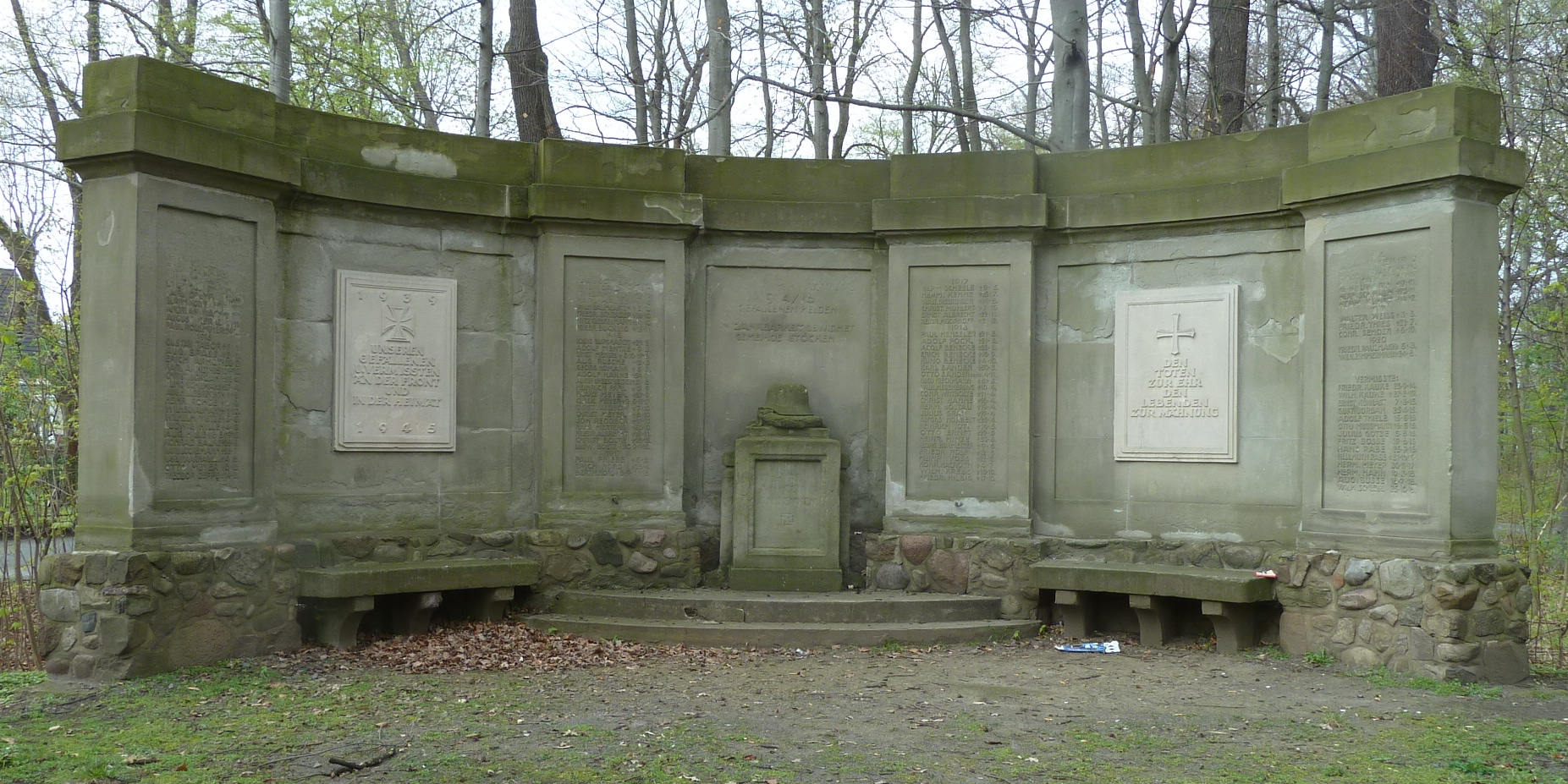
Das Denkmal für die Gefallenen Stöckens im Gemeindeholz

- die in Teilen denkmalgeschützte Grundschule am Stöckener Bach unter der Hausnummer 5;[2]
- das ebenfalls denkmalgeschützte Kriegerdenkmal unter der Adresse Am Stöckener Bach 17.[3]